# Licenska keramika savsko – dravskog međurječja
Licenska keramika je naziv za specifični tip prapovijesne keramike ukrašen utiskivanjem suknene niti, koji se javlja na tlu Austrije, Mađarske, Slovačke i Hrvatske tijekom ranog i srednjeg brončanoga doba.
Licenska keramika dobila je svoj naziv po suknenoj niti tj. vrpci (njemački=Litze) koja je, omotana oko štapića ili suknene niti, utiskivana u još meku glinu. Stojan Dimitrijević je mislio da je licenski ukras bio izveden pomoću nazubljenog kotačića, slično ljubljanskoj keramici alpskog tipa.

## Područje rasprostiranja
U Austriji lokaliteti licenske keramike su locirani na sjeveroistoku – u Donjoj Austriji, zapadno od Nežiderskog jezera, uz izoliranu pojavu alpskih lokaliteta. Dosta nalaza ima i u Transdanubiji (južno od Nežiderskog jezera i u okolici Balatona), te nešto u zapadnoj Slovačkoj. Tu, u zapadnu Mađarsku (Transdanubija) licenska keramika dolazi prodorom njenih nosilaca iz Donje Austrije, te, stopivši se sa starosjediocima, nosiocima ZOK – kulture, ima važnu ulogu u genezi transdanubijske inkrustirane keramike.
Odatle, iz istočnih Alpa i zapadne Panonije lokaliteti se spuštaju u Hrvatsko zagorje, Slavoniju, Posavinu, pa i južnije, preko Save u Bosnu (Pod kraj Bugojna), sve do Dalmacije (Ravlića Pećina – 30 km sjeverno od Trogira), u kojoj je na zalazu cetinska kultura.

## Keramoprodukcija
Taj se način izrađivanja keramike uglavnom razvio na osnovama ljubljanske kulture alpskog tipa s kojom licensku keramiku vežu forme posuđa (trbušasto s ljevkastim ili uspravnim vratom – forma koja izgleda ima izvor u kulturi zvonolikih pehara, koja je imala udjela u genezi ljubljanske kulture alpskog tipa, te je tako utjecala i na licensku keramiku.
Vodeća forma licenske keramike je vrč kuglastog tijela i ljevkastog vrata s jednom ručkom koja spaja sredinu vrata s ramenom. Ukras je izveden utiskivanjem više paralelnih suknenih traka, a sama keramika je uglavnom redukcijska, nerijetko visokoga sjaja. Gruba keramika je često dekorirana nizovima žigosanih uboda, koji imitiraju licenski ukras. Rijetko se pojavljuje i metličasti ornament.

## Licenska keramika u Hrvatskoj
U Hrvatskom zagorju najznačajniji lokalitet je Vindija, a važna je i Velika (Mačkova) pećina kod Ivanca.
U Novigradu na Savi licenska keramika se javlja zajedno s vatinskom keramikom vatinsko-vršačkoga tipa, koja datira s početka srednjeg brončanog doba. 
U selu Podgoraču kod Našica u dvije je zemunice s licenskom otkrivena i transdanubijska inkrustirana keramika tipična za južnu Szeksard grupu, koja se datira u 15. – 14. st. pr. Kr. Prema Nives Majnarić Pandžić, keramika iz Podgorača potječe iz 17. – 15. st. pr. Kr.
Licenska keramika se dakle na tlu Hrvatske, osim u pećini Vindiji, ne pojavljuje kao samostalna kulturna grupa.